# Maldanidae
Maldanidae zijn een familie van borstelwormen (Polychaeta).

## Taxonomie
De volgende taxa zijn bij de familie ingedeeld:
- Geslacht Gravierella Fauvel, 1919
- Geslacht Iphianissa Kinberg, 1866
- Geslacht Isocirrus Arwidsson, 1906
- Geslacht Mandrocles Kinberg, 1866
- Geslacht Micromaldane Monro, 1939
- Geslacht Mylitta Kinberg, 1866
- Geslacht Neco Kinberg, 1866
- Geslacht Proclymene Arwidsson, 1906
- Geslacht Sonatsa Chamberlin, 1919
- Geslacht Tubifex Lamarck, 1816
- Onderfamilie Bogueinae Hartman & Fauchald, 1971
  - Geslacht Boguea Hartman, 1945
  - Geslacht Boguella Hartman & Fauchald, 1971
- Onderfamilie Euclymeninae Arwidsson, 1906
  - Geslacht Abyssoclymene Hartman, 1967
  - Geslacht Aclymene Buzhinskaja, 1995
  - Geslacht Axiothella Verrill, 1900
  - Geslacht Caesicirrus Arwidsson, 1911
  - Geslacht Clymenella Verrill, 1873
  - Geslacht Euclymene Verrill, 1900
  - Geslacht Eupraxillella Hartmann-Schröder & Rosenfeldt, 1989
  - Geslacht Heteroclymene Arwidsson, 1906
  - Geslacht Johnstonia Quatrefages, 1866
  - Geslacht Macroclymene Verrill, 1900
  - Geslacht Macroclymenella Augener, 1926
  - Geslacht Maldanella McIntosh, 1885
  - Geslacht Microclymene Arwidsson, 1906
  - Geslacht Petaloclymene Augener, 1918
  - Geslacht Praxillella Verrill, 1881
  - Geslacht Pseudoclymene Arwidsson, 1906
  - Tribus Leiochonini Arwidsson, 1906
    - Geslacht Clymenura Verrill, 1900
    - Geslacht Leiochone Grube, 1868
- Onderfamilie Lumbriclymeninae Arwidsson, 1906
  - Geslacht Clymenopsis Verrill, 1900
  - Geslacht Lumbriclymene Sars, 1872
  - Geslacht Lumbriclymenella Arwidsson, 1911
  - Geslacht Nicomachella Ehlers, 1887
  - Geslacht Praxillura Verrill, 1879
- Onderfamilie Maldaninae Malmgren, 1867
  - Geslacht Asychis Kinberg, 1867
  - Geslacht Bathyasychis Detinova, 1982
  - Geslacht Chirimia Light, 1991
  - Geslacht Maldane Grube, 1860
  - Geslacht Metasychis Light, 1991
  - Geslacht Paramaldane Wang & Li, 2016
  - Geslacht Sabaco Kinberg, 1866
- Onderfamilie Nicomachinae Arwidsson, 1906
  - Geslacht Nicomache Malmgren, 1865
  - Geslacht Petaloproctus Quatrefages, 1866
- Onderfamilie Notoproctinae Detinova, 1985
  - Geslacht Notoproctus Arwidsson, 1906
- Onderfamilie Rhodininae Arwidsson, 1906
  - Geslacht Rhodine Malmgren, 1866

### Nomen dubium
- Geslacht Clymene Lamarck, 1818
- Geslacht Petaloclymene Green, 1997

### Synoniemen
- Onderfamilie Clymenurinae Imajima & Shiraki, 1982 => Leiochonini Arwidsson, 1906
- Geslacht Paraxiothea Webster, 1879 => Clymenella Verrill, 1873
- Geslacht Leiocephalus Quatrefages, 1866 => Leiochone Grube, 1868
- Geslacht Axiothea Malmgren, 1865 => Axiothella Verrill, 1900
- Geslacht Clymenoida Williams, 1852 => Clymene Lamarck, 1818
- Geslacht Jonhstonia => Johnstonia Quatrefages, 1866
- Geslacht Praxilla Malmgren, 1865 => Praxillella Verrill, 1881
- Geslacht Branchioasychis Monro, 1939 => Sabaco Kinberg, 1866
- Geslacht Chrysothemis Kinberg, 1866 => Chirimia Light, 1991
- Geslacht Heteromaldane Ehlers, 1908 => Maldane Grube, 1860
- Geslacht Maldanopsis Verrill, 1900 => Sabaco Kinberg, 1866
- Geslacht Nichomache => Nicomache Malmgren, 1865
- Geslacht Clymaldane Mesnil & Fauvel, 1939 => Notoproctus Arwidsson, 1906